# Sébastien Lapaque
Sébastien Lapaque, né le 2 février 1971 à Tübingen (Allemagne), est un romancier et essayiste français.

## Biographie
Sébastien Lapaque est élève du lycée militaire de Saint-Cyr (années 1986-1988, matricule 5345), avec lequel il a joué, en scolaires, la finale du championnat de France de rugby contre le lycée Bellevue de Toulouse, il en est renvoyé pour indiscipline en 1988. Il suit les classes de première et de terminale au lycée Hoche à Versailles, époque à laquelle il commence à écrire. 
Il fait des études d'histoire et de philosophie à l'université Paris IV-Sorbonne.
En 1993, il est exclu de l'Action française.
En 1998, il publie un premier essai, Georges Bernanos encore une fois, et, encouragé par son ami Frédéric H. Fajardie, un premier roman, Les Barricades mystérieuses, la même année. Ces deux livres dévoilent ses goûts pour la théologie, les promenades et la manière noire.
Après avoir signé occasionnellement dans l'hebdomadaire Marianne, il entre au Figaro littéraire à la fin des années 1990, fait paraître un deuxième roman (Les Idées heureuses, 1999) et des anthologies littéraires (Triomphe de Dionysos, 1999, J’ai vu passer dans mon rêve, 2002).
Au printemps 2002, il reçoit le prix Goncourt de la nouvelle pour son recueil Mythologie française.
Une suite de voyages au Brésil fournit la matière de Sous le soleil de l’exil (2003), une enquête sur le séjour de Georges Bernanos sous le tropique brésilien durant la Seconde Guerre mondiale, et le prétexte d’un florilège littéraire, Le Goût de Rio de Janeiro (2004). En avril 2004 paraît Chez Marcel Lapierre. En novembre 2004 de la même année, le prix James-Hennessy, décerné chaque année à un critique littéraire, lui est remis à l’occasion du festival des littératures européennes de Cognac.
Il publie ensuite un carnet de voyage en Amazonie intitulé Court voyage équinoxial (2005), le Petit Lapaque des vins de copains (2006), Room Service (2007) et Des Tripes et des Lettres (2007) avec son ami le cuisinier béarnais Yves Camdeborde dont il a préfacé le livre Gourmandises & Régalades (Robert Laffont, 2003).
En mai 2008, son pamphlet intitulé Il faut qu'il parte dénonce le sarkozysme comme le triomphe de « beaufs obsédés par les indices boursiers ». 
Il contribue parallèlement au supplément Paladar du quotidien brésilien O Estado de S. Paulo. C'est dans ce journal et dans l'hebdomadaire satirique Charlie Hebdo qu'il rend hommage à son ami vigneron Marcel Lapierre au lendemain de sa mort.
De 2009 à 2012, l'hebdomadaire de gauche Témoignage chrétien lui ouvre ses colonnes. Il y publie un « contre-journal » recueilli dans Au hasard et souvent (2010) et Autrement et encore (2013).

## Œuvres

### Romans
- 1998 : Les Barricades mystérieuses, préface de Frédéric H. Fajardie, Actes Sud, coll. « Babel noir » no 59
- 1999 : Les Idées heureuses, Actes Sud — Prix François-Mauriac de l’Académie française
- 2009 : Les Identités remarquables, Actes Sud
- 2012 : La Convergence des alizés, Actes Sud ; rééd. Actes Sud, coll. « Babel », 2013
- 2021 : Ce monde est tellement beau[6],[7], Actes Sud — Prix Jean-Freustié 2021[8]
- 2024 : Échec et mat au paradis, Actes Sud  (ISBN 978-2-330-19590-8)

### Essais et pamphlets
- 1998 : Georges Bernanos encore une fois, L'Âge d'Homme/Les Provinciales[9] ; rééd. poche, Actes Sud, coll. « Babel », 2002
- 2002 : Sous le soleil de l’exil, Georges Bernanos au Brésil, 1938-1945, Grasset
- 2008 : Il faut qu'il parte, Stock, Paris ; rééd. poche, Actes Sud, coll. « Babel », 2012
- 2008 : Sermon de saint François d'Assise aux oiseaux et aux fusées, Stock
- 2010 : Au hasard et souvent, contre-journal, 2009, Actes Sud
- 2013 : Autrement et encore, contre journal, 2010-2012, Actes Sud
- 2018 : Sermon de saint Thomas d'Aquin aux enfants et aux robots, Stock
- 2022 : On aura tout bu, Actes Sud
- 2022 : Vivre et mourir avec Georges Bernanos, L'Escargot

### Récits
- 2004 : Chez Marcel Lapierre, Stock ; rééd. poche, La Table Ronde, coll. « La petite vermillon », 2010
- 2005 : Court voyage équinoxial : carnets brésiliens, Sabine Wespieser ; rééd. poche, La Table Ronde, coll. « La petite vermillon », 2008
- 2006 : Meu caso com o Brasil, Vozes Editôra
- 2014 : Théorie de la carte postale, Actes Sud
- 2014 : Théorie de Rio de Janeiro, Actes Sud
- 2016 : Théorie d’Alger, Actes Sud
- 2019 : Théorie de la bulle carrée, Actes Sud

### Théâtre
- 2018 : Esse paraíso da  tristeza : Stefan Zweig e Georges Bernanos, Brasil, 1942, É Realizações Editora, São Paulo

### Nouvelles
- 2001 : Le Spleen de Ben Hur, in Lectures pour tous, éditions Bérénice, coll. « Cétacé »
- 2002 : Mythologie française, Actes Sud Prix Goncourt de la nouvelle.
- 2003 : Le Jeu de l'Hombre, in Noirs complots (dir. Pierre Lagrange), Les Belles Lettres
- 2004 : Le Mot de la fin, in Le Dernier Homme, (dir. Jérôme Leroy), Les Belles Lettres
- 2010 : Le Dernier Roi de Belomanie, Nouvelle Revue française no 595, Gallimard

### Anthologies
- 1999 : Triomphe de Dionysos, avec Jérôme Leroy, Actes Sud
- 2001 : Dernières nouvelles des loups, recueil de 14 nouvelles de différents auteurs, Sortilèges (éditions)
- 2002 : J’ai vu passer dans mon rêve, anthologie de la poésie française, Librio
- 2004 : Le Goût de Rio de Janeiro, Mercure de France
- 2004 : Le goût d'Athènes, Mercure de France
- 2009 : Les 7 péchés capitaux, Librio

### Préfaces
- 2001 : Rabelais, Librio
- 2001 : Madame de Sévigné, Librio
- 2002 : Mon vieil ami Bernanos de Paulus Gordan, traduit de l’allemand par Noël Lucas, Cerf
- 2004 : Sur les procédés de la Sainte Inquisition. Propositions en faveur des gens de la nation juive d'António Vieira, traduit du portugais par Véronique Donard, Bayard, coll. « Signes de contradiction »
- 2005 : Aux portes des ténèbres : Relation de captivité d'Angélique de Saint-Jean Arnauld d'Andilly, La Table Ronde, coll. « La petite vermillon »
- 2007 : J'ai déjà donné d'A. D. G., Le Dilettante
- 2008 : Sous le soleil de Satan de Georges Bernanos, Le Castor Astral
- 2009 : Brésil, terre d'amitié, de Georges Bernanos, La Table Ronde, coll. « La petite vermillon »
- 2009 : Panégyrique de Saint François d'Assise, de Bossuet, éditions du Sandre
- 2010 : L'Argot du bistrot, de Robert Giraud, La Table Ronde, coll. « La petite vermillon »
- 2011 : Des petites fleurs rouges devant les yeux, de Frédéric H. Fajardie, La Table Ronde, coll. « La petite vermillon »
- 2012 : Le Palais de l'ogre, de Roger Nimier, La Table Ronde, coll. « La petite vermillon »

### Autres
- 2004 : Pot-au-feu au Bristol, chabrot au morgon de Marcel Lapierre, avec Éric Frechon, Gérard Guy
- 2006 : Petit Lapaque des vins de copains, Actes Sud
- 2007 : Room Service, avec Yves Camdeborde, Actes Sud
- 2007 : Des tripes et des lettres, avec Yves Camdeborde, Éditions de l’Épure